# اکین فاموو
اکین فاموو (انگلیسی: Akin Famewo؛ زادهٔ ۹ نوامبر ۱۹۹۸) بازیکن فوتبال اهل بریتانیا است.
از باشگاه‌هایی که در آن بازی کرده‌است می‌توان به باشگاه فوتبال نوریچ سیتی، باشگاه فوتبال لوتون تاون، و باشگاه فوتبال گریمزبی تاون اشاره کرد.